# Antonio Marchesano
Antonio Marchesano Costa, né le 7 novembre 1930 à Montevideo et mort le 24 janvier 2019, est un avocat et un homme politique uruguayen, membre du Parti Colorado. Il est ministre de l'Intérieur de l'Uruguay de 1986 à 1989.

## Biographie
Marchesano obtient un diplôme d'avocat à l'Université de la République en 1960, puis il fonde un cabinet d'avocats.
Il est militant pour la liste 15 et est élu à la Junta Electoral de Montevideo en 1962. Quatre années plus tard, il obtient un siège de député du département de Montevideo, qu'il conserve aux élections de 1971 et jusqu'au coup d'État du 27 juin 1973 (en).
Marchesano est de nouveau élu député lors des élections de 1984, qui marquent la fin de la dictature militaire. En février 1985, ses pairs l'élisent Président de la Chambre des représentants pour la première année de la première législature qui suit la restauration de la démocratie. Il exerce cette fonction jusqu'en février 1986. Puis au mois d'avril de la même année, le Président de la République Julio María Sanguinetti le nomme ministre de l'Intérieur, poste qu'il occupe pendant trois ans jusqu'en juillet 1989. Marchesano reprend ensuite son siège de député jusqu'en 1990, puis il se retire de la vie politique.